# Ferdinand Umenberger

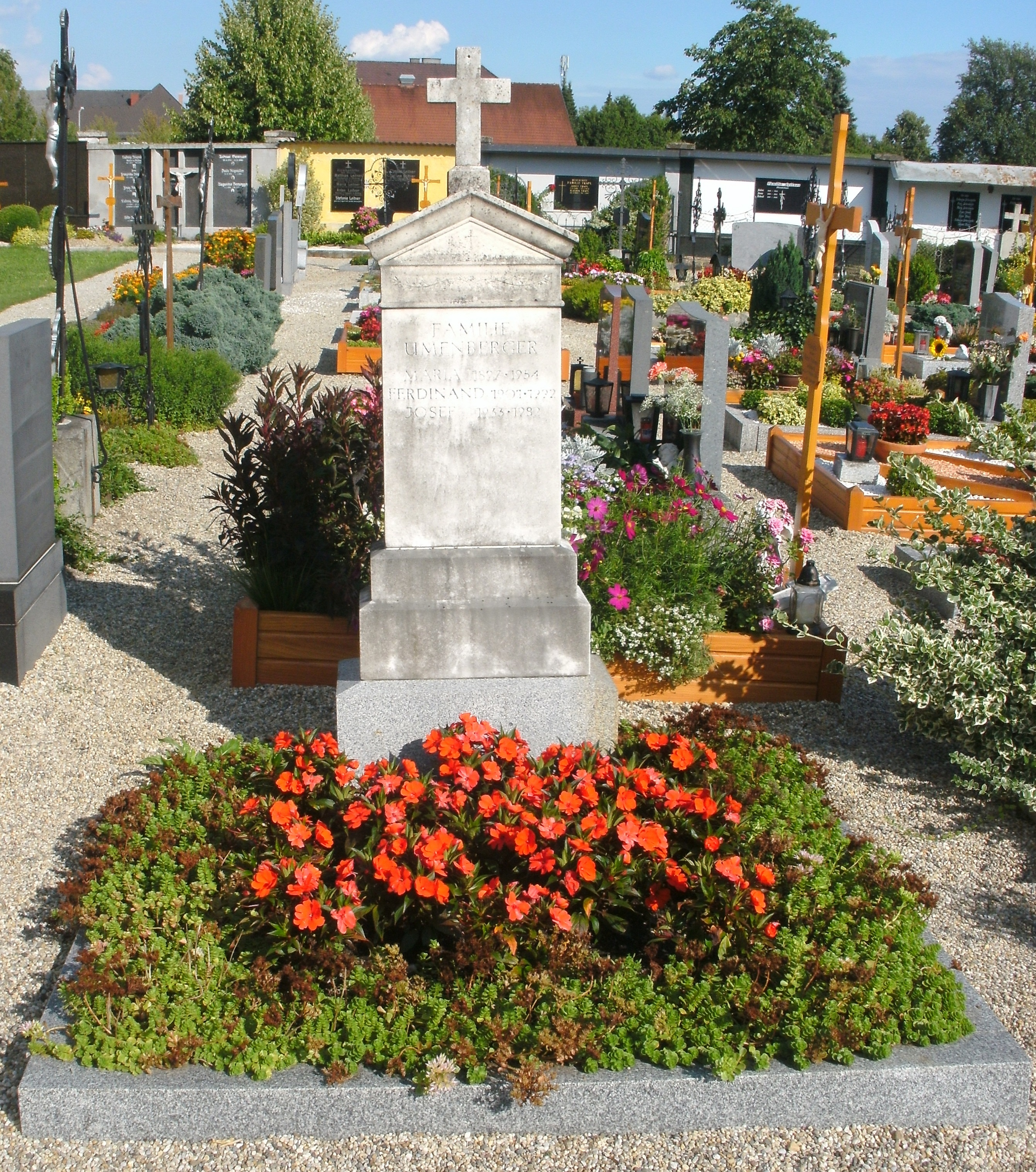
Friedhof Hartkirchen, Grab Ferdinand Umenbergers

Ferdinand Umenberger (* 20. August 1901 in Hinzenbach; † 29. September 1992 in Wels) war ein österreichischer Landwirt und Mundartdichter. Als Politiker (ÖVP) war er von 1961 bis 1962 Abgeordneter zum Österreichischen Nationalrat.

## Leben
Umenberger besuchte nach der Volksschule eine landwirtschaftliche Fortbildungsschule und arbeitete zwischen 1918 und 1928 als Landarbeiter sowie danach als Landwirt in Hartkirchen. Er war ab 1949 Obmann des Bauernbundes in Hartkirchen und ab 1957 Bezirksobmann der Bauernkammer der Eferding. Des Weiteren war er Vorstandsmitglied der Efko und der Lagerhausgenossenschaft in Eferding.
Im Ruhestand betätigte er sich als Verfasser zahlreicher Mundart-Gedichte.
Er liegt begraben auf dem Friedhof seiner Heimatgemeinde Hartkirchen.

## Politik
Umenberger vertrat die ÖVP zwischen dem 23. Oktober 1961 und dem 14. Dezember 1962 im Nationalrat und war ab 1945 Gemeinderat in Hartkirchen.